# Фані Халкія
Фані Халкія (грец. Φανή Χαλκιά; 2 лютого 1979) — грецька легкоатлетка, що спеціалізувалась з бігу на короткі дистанції та бігу з бар'єрами. Олімпійська чемпіонка та призерка чемпіонату Європи з легкої атлетики.

## Виступи на Олімпіадах
| Олімпіада  | Дисципліна               | Місце |
| ---------- | ------------------------ | ----- |
| Афіни 2004 | біг на 400 м з бар'єрами | 1     |
| Афіни 2004 | естафета 4×400 м         | 8     |